# Deposizione di Sansepolcro
La Deposizione di Sansepolcro (o Compianto sul Cristo deposto) è un dipinto a olio su tavola (270x201 cm) di Rosso Fiorentino, databile al 1528 e conservato nella chiesa di San Lorenzo a Sansepolcro.

## Storia
L'opera fu commissionata il 23 settembre 1527 dalla Confraternita di Santa Croce (da qui la scelta del soggetto) per il loro altare sito nella chiesa di Santa Croce a Sansepolcro al Rosso arrivato da poco in città in fuga dal Sacco di Roma. L'allogazione venne ceduta volentieri dal pittore locale Raffaellino del Colle, affinché in città "rimanesse qualcosa di suo", cioè del Rosso, come ricordò Vasari. Assai probabile è che come ringraziamento il Rosso dovette donare una serie di disegni al collega, un po' come era successo a Perugia; tracce di influenza rossesca abbastanza marcata si incontrano ad esempio nell'Incoronazione della Vergine di Raffaellino del Colle nel Museo civico (1526-1527), in cui sono presenti figure "alla romana", una Maddalena che ricorda le sante inginocchiate della Pala Dei, un inedito cangiantismo e gonfiore dei panneggi, soprattutto in quelli della santa. La commissione fu avallata e aiutata dal vescovo Leonardo Tornabuoni, già committente del Rosso a Roma e pure rientrato da poco in città in fuga dal Sacco. 
Al 1º luglio 1528 la pala doveva essere terminata, quando l'artista firmò un nuovo contratto per il Cristo risorto in gloria di Città di Castello. 
Nel 1554 la Compagnia cedette alle monache benedettine tutti i propri beni, tavola compresa: le monache eressero poi la chiesa di San Lorenzo, dove ancora oggi l'opera si trova.

## Descrizione e stile
L'opera si ispira innanzitutto alla Deposizione di Volterra (1521), dalla quale riprende lo sfondo con la croce e le tre scale, nonché la figura del depositore sulla scala sinistra. La scelta iconografica venne decisa dai committenti, come è riportato nel contratto. In osservanza del vangelo di Matteo la scena è ambientata di notte, dopo che il cielo di rabbuiò improvvisamente in seguito alla morte di Cristo (27, 45; 57). Il momento rappresentato è però successivo, quando il corpo di Cristo, singolarmente nudo e ostentante un volume particolarmente gonfio della cassa toracica, è già stato portato giù dalla croce e offerto al compianto degli astanti. La luce si sofferma principalmente sui personaggi in primo piano, relegando invece alle tenebre lo sfondo. 
Il fulcro della composizione è senza dubbio Maria, con le braccia allargate verso l'alto, e il corpo esanime di Cristo, sorretto a destra da un calvo Nicodemo e a sinistra da un giovane riccioluto, fisicamente possente, dai richiami michelangioleschi: la luce si sofferma in particolare su questa figura, accendendone la veste chiara con ricami floreali. La figura di Maria, annientata dal dolore, si rifà iconograficamente a quelle della Maddalena nell'arte italiana dal XIV secolo, per la posizione delle braccia, con le quali essa sembra rivivere la crocifissione; essa è sorretta da un uomo barbuto con turbante rosso, Giuseppe d'Arimatea, nonché da una giovane donna velata: una lettura iconografica approfondita proposta dal Darragon li vedrebbe rispettivamente come simbolo dell'Oriente esotico e dell'Occidente cristiano. 
Immediatamente sotto la figura di Nicodemo, in primo piano sulla destra, si trova la Maddalena, raffigurata con una splendida veste e con una capigliatura molto elaborata pari a quelle della figura di sinistra, sempre in primo piano e non identificata, immortalata nell'atto di detergere il corpo del Cristo: sulle vesti delle due figure femminili la luce provoca notevoli effetti cangianti. 
Dietro a tutte queste figure fin qui descritte si muovono avvolte nelle tenebre altre inquietanti personaggi: una su tutti è l'astante con uno scudo in mano, dal volto scimmiesco, direttamente sopra la testa della donna di nero velata, che rivolge un pungente sguardo strabico allo spettatore. Si tratta probabilmente di un riferimento al tema dell'armigero, simbolo della perfidia e malvagità umana che ha condotto Cristo sulla croce. Vasari ricorda come Rosso effettivamente avesse posseduto una scimmia, detta "Bertuccione". 
Rispetto alla Deposizione di Volterra qui troviamo una evoluzione per quanto riguarda il senso drammatico di partecipazione al funesto evento: non è infatti una deposizione, ma un compianto di Maria sul corpo morto del Figlio. Il chiaro e cristallino cielo dell'opera di Volterra è sostituito da uno sfondo scuro, da eclisse di evangelica memoria. Elaboratissime sono le acconciature, memori di quanto visto a Roma tra gli scolari di Raffaello e le opere del Parmigianino.
Numerose sono le affinità che si possono riscontrare con altri lavori del Rosso: la pelle levigata delle donne, come nella Cleopatra, il profilo efebico di Giovanni, come uno degli angeli del Compianto di Boston.